# John Polkinghorne
John Polkinghorne, KBE, FRS (16. října 1930, Weston-super-Mare, Anglie – 9. března 2021) byl britský částicový fyzik a teolog. Je autorem četných pojednání týkajících se vědy a víry. V roce 2002 mu byla udělena Templetonova cena.

## Život

### Fyzik
Narodil se ve Westen-super-Mare, prvního vzdělání se mu dostalo na vesnici Street v Somersetu, poté studoval The Perse School v Cambridgi. Po absolvování základní vojenské služby v letech 1948 až 1949 studoval matematiku na Trinity College Cambridgeské university (po boku s Michaelem Atiyahem a Jamesem MacKayem). Studium dokončil roku 1952. Poté pracoval na doktorátu z fyziky pod vedením Abuse Salama ve skupině, kterou vedl Paul Dirac. Titul PhD obdržel roku 1955, v tomtéž roce se oženil s Ruth Martin († 2006), jeho matematickou spolupracovnicí, a odešel na CalTech jako pomocník Murraye Gell-Manna. Po dvouletém působení jako přednášející na University of Edinburgh se roku 1958 vrátil do Cambridge a roku 1968 byl vybrán profesorem matematické fyziky. Mezi jeho studenty patřily například Brian Josephon nebo Martin Rees.
Po 25 let Polkinghorne pracoval jako teoretický fyzik na pracích týkajících se teoriích elementárních částic a sehrál též roli v objevení kvarků. V letech 1968 až 1979 působil jako profesor matematické fyziky na Cambridgeské universitě a v roce 1974 byl zvolen členem Královské společnosti (FRS).

### Kněžská dráha
Polkinghorne se vzal svého profesorského křesla, aby mohl v Cambridgi započít svá studia na anglikánského kněze. Vysvěcen byl na slavnost Nejsvětější Trojice v Trinity College v Cambridgi biskupem Johnem A. T. Robinsonem. Po pěti letech jako farní kněz se Polkinghorne vrátil do Cambridge, aby dělal děkana kaple v Trinity Hall (jedné z fakult Cambridgeské university). Tuto funkci vykonával v letech 1986-1989. Poté se stal prezidentem Queens‘ Coleege v Cambridge. Tuto pozici opustil v roce 1996. Roku 1997 mu byl udělen šlechtický titul Knigh Commander od the Order of the British Empire (KBE), opravňující ho k používání titulu Sir, který však jako klerik nepoužívá; roku 1998 byl zařazen mezi čestné členy St Chad’s College v Durhamu a Durhamskou universitou mu byl udělen čestný doktorát. V roce 2002 obdržel Templetonovu cenu pro jeho přispění k studiu vzájemného propojení vědy a náboženství.
Polkinghorne byl členem etické komise British Medical Association (asociace britských lékařů), doktrinální komise generálního synodu anglikánské církve a Human Genetics Commission, britského uskupení zabývajícího se etickými a sociálními aspekty genetiky. Je stále členem Queens‘ College a po deset let kanovnickým teologem Liverpoolské katedrály. Je zakládajícím členem Society of Ordained Scientists (Společnost vysvěcených vědců) a také International Society for Science and Religion (Mezinárodní společnost pro vědu a náboženství), které byl prvním předsedou. Polkinghorne byl vybrán jako přednášející pro prestižní Giffordovy přednášky v letech 1993-1994, které později publikoval jako The Faith of a Physicist (Víra fyzika). Má své vlastní oficiální webové stránky, které obsahují i sekci otázek a odpovědí, kde mu mohou lidé z celého světa klást otázky týkající se vědy a náboženství.
V roce 2006, v rámci padesátiletých oslav, mu byl udělen čestný doktorát na Hong Kong Baptist University. Součástí byla i společná veřejná přednáška s nositelem Nobelovy ceny za fyziku Jang Čen-ningem o dialogu mezi vědou a náboženstvím a jejich důležitosti pro akademii a o dialogu mezi Západem a Východem.
Je jedním z vedoucích psychologické a náboženské výzkumné skupiny na Cambridgeské universitě.

## Filosofické pohledy
Polkinghorne popisuje svůj pohled na svět jako kritický realismus a zastává existenci jednoho světa, kde věda a náboženství zkoumají různé aspekty stejné skutečnosti. Z důvodu velmi obtížné eliminace vnějších vlivů při vědeckých experimentech se domnívá, že jsou velmi neobvyklé vzhledem k tomu, co se děje v přírodě. Domnívá se, že mechanický výklad světa, jak pokračuje od Laplace k Richardu Dawkinsovi, by měl být nahrazen porozuměním toho, že většina přírody je spíše mlhavá (cloud-like) než naprosto přesná (clock-like). Polkinghorne také oceňuje myšlenku těla a duše jako odlišných aspektů jedné fundamentální skutečnosti – „existuje pouze jedna látka ve světě (ne dvě – hmotná a duchovní), ale může se vyskytovat ve dvou protikladných rozpoloženích (materiální a duchovní složce, jak by možná řekl fyzik), které vysvětlují naše vnímaní rozdílu mezi myslí a materií.“ Věří, že základní fyzikální kauzalita nemůže adekvátně popsat rozmanité způsoby, kterými mezi sebou věci a lidé interagují, a používá spojení „aktivní informace“ k naznačení víry, že i když energeticky existuje více možných situací, které mohou nastat, může existovat vyšší stupeň příčinnosti, který rozhodne, která z možností skutečně nastane.
Nicméně Polkinghorne nemá úplně neproblematickou víru. Tvrdí, že se mu někdy křesťanství zdá příliš dobré na to, aby to byla pravda, ale když ho tento druh myšlenek napadá, říká sám sobě ‚Dobře tedy, popři to‘ a ví, že je to něco, co nikdy nemůže udělat.

### Boží existence
Polkinghorne považuje otázku existence Boha za nejdůležitější, které se musíme postavit přemýšlíme-li o podstatě světa a se souhlasem cituje Antony Kennyho: „Přesto, pokud Bůh neexistuje, pak Bůh je neporovnatelně největší výtvor lidské představivosti.“ Polkinghorne si klade otázku, zda koncept Boha má smysl, a pokud ano, zda máme důvod věřit v takovouto skutečnost.
Polkinghorne je opatrný co se týče našich schopností posoudit soudržnost našich teorií a poukazuje na to, že např. v roce 1900 mohl zdatný vysokoškolák demonstrovat nekoherenci nových kvantových myšlenek. Za nejbližší analogii Boha v hmotném světě považuje kvantové vakuum.
Boha považuje za rozhodující odpověď Leibnizově velké otázce „proč existuje spíše něco než nic“. Atheistické „jednoduché prohlašování existence světa“ je dle něj „silně ochuzené vidění skutečnosti“ a argumentuje, že „theismus vysvětluje více než co je redukcionistický atheismus vůbec kdy schopen uchopit.“ Polkinghorne má taktéž velké pochybnosti ohledně Anselmova ontologického důkazu: „Když nemůžeme dokázat konsistenci aritmetiky, zdá se trochu příliš doufat v to, že by bylo snazší vypořádat se s existencí Boha.“ Soudí, že Boží existence je „nutná ontologicky, ne však nutná logicky“.
Polkinghorne netvrdí, že by Boží existence mohla být demonstrována striktně logickou cestou (stejně jako neexistence Boha), ale tvrdí, že theismus dává světu a lidské existenci větší smysl, než jaký dává atheismus. Výslovně uvádí:
- Srozumitelnost vesmíru: Očekávali bychom, že přirozený výběr by vyprodukoval lidskou mysl tak, aby byla schopná vypořádat se s každodenní skutečností, ale že by tyto mysli byly schopné porozumět subatomárnímu světu a obecné relativitě jde za hranice čehokoliv, co má vztah pouze k způsobilosti přežít. Záhada se dle něj prohlubuje, když si uvědomíme prokazatelnou úspěšnost matematické krásy jako nástroje k úspěšné teorii výběru.
- Antropický princip: Polkinghorne se souhlasem cituje Freemane Dysona, který říká, že „čím více zkoumám vesmír v jeho detailech a výstavbě, tím více evidentní se mi jeví, že vesmír musel v nějakém smyslu vědět, že přijdeme“ a prohlašuje, že mezi fyziky panuje široká shoda v tom, že buď existuje obrovské množství jiných vesmíru v tzv. multiversu, a nebo existuje pouze jeden vesmír, který je příhodný pro výskyt člověka, protože je vyjádřením promyšleného designu Stvořitele, který ho obdařil skvělými podmínkami pro život.

- Široká lidská skutečnost: Polkinghorne se domnívá, že theismus nabízí přesvědčivější vysvětlení etického a estetické cítění. Argumentuje tím, že v atheisticky a naturalisticky chápaném světě je obtížné vysvětlit, že myšlenky, že máme skutečné morální vědomí a chápeme věty jako „týrání dětí je špatné“ jsou něco víc, než jen jednoduché sociální konvence společností, ve kterých byly vysloveny. Stejně tak v takovém chápání světa nachází obtíže k vysvětlení toho, jak se něco s trvalou hodnotou odráží v kráse přírody a kráse plodů lidské kreativity.

### Svobodná vůle a vývoj
Polkinghorne považuje problém zla za nejvážnější intelektuální námitku Boží existence. Polkinhgorne tvrdí: „Dobře známá obrana svobodné vůle ve vztahu k morálnímu zlu tvrdí, že svět s možností hříšných lidí je lepší než svět s dokonale naprogramovanými stroji. Rozměry lidského zla jsou takové, že to nikdo nemůže prohlašovat bez chvění, nicméně věřím, že je to pravda. K tomu jsem přidal obranu svobodného vývoje, totiž že svět dovolující vlastní utváření je lepší, než loutkové divadlo s kosmickým Tyranem. Myslím, že tyto dvě obrany jsou dvě strany jedné mince, že naše podstata je nerozlučně spjata s tím fyzikálním světem, který nám dal se narodil.“

### Spřízněnost vědy a náboženství
Stálým tématem Polkinghornovy práce je, že „obléknutím svého límce" nepřestal pátrat po pravdě. Mnoho jeho knih zkoumá analogie mezi hledáním pravdy ve vědě a v náboženství, které sjednocuje filosofický náhled kritického realismu. Za filosofa, který nejlépe vystihl rovnováhu mezi kritickým a realistickým počínáním tohoto postupu, považuje Michaela Polanyie.
Polkinghorne tvrdí, že existuje těsný vztah mezi způsoby, kterými jak věda, tak teologie usilují o poznání pravdy v jim příslušejících oblastech interpretace skutečnosti. Sám záležitost porovnává se svými zkušenostmi ve vývoji kvantové fyziky a dospívá k názoru, že v obou disciplínách je pět bodů, které těsně svazují tyto dvě velká lidská snažení s překvapivými a neočekávanými aspekty našeho setkávání se skutečností:

1. Momenty vynucených radikálních revizí náhledů

2. Období nevyřešených rozpaků

3. Nové syntézy a porozumění

4. Pokračující zápolení s nevyřešenými problémy

5. Stále hlubší vyvozování

### Kritika Polkinghorna
Atheistický filosof Simon Blackburn publikoval kritické pojednání o Polkingorhnově knize The God of Hope and the End of the World (Bůh naděje a konec světa), ve kterém tvrdí, že Polkinghornovy knihy ukazují "krajní pohrdání filosofickým dokazováním a historickým myšlením“. Richard Dawkins o Polkinghornovi prohlásil, že je jedním z množství „dobrých vědců, kteří jsou upřímně zbožní“, ale dodává: „Jsem stále zmatený… ohledně jejich víry v detaily křesťanského náboženství.“